# Rošini
Rošini is een plaats in de gemeente Tar-Vabriga in de Kroatische provincie Istrië. De plaats telt 117 inwoners (2001).